# Посада Ячмірська
Посада Ячмірська (пол. Posada Jaćmierska) — село в Польщі, у гміні Заршин Сяноцького повіту Підкарпатського воєводства. Розташоване в середньому Бескиді. Населення — 531 особа (2011).

## Географія
Розташоване на повітовій дорозі № 2045R за 3 км на північ від міста Заршин, за 16 км на північний захід від міста Сянок та за 48 км на південь від міста Ряшів.

## Історія
Село знаходилось у смузі лемківських сіл на межі з Малопольщею і тому піддавалось латинізації та полонізації. З 1772 до 1918 року село входило до складу Сяніцького повіту Королівства Галичини та Володимирії монархії Габсбургів (з 1867 року Австро-Угорщини).
У 1887 р. в селі було 168 будинків і 911 мешканців (4 грекокатолики, 896 римокатоликів, 11 юдеїв).
У міжвоєнний час село входило до Сяніцького повіту Львівського воєводства.
Грекокатолики села належали до парафії Новосільці (з 1930 р. — Буківського деканату), метричні книги велися з 1784 р.
У 1975-1998 роках село належало до Кросненського воєводства.

## Демографія
Демографічна структура станом на 31 березня 2011 року:
|          | Загалом | Допрацездатний вік | Працездатний вік | Постпрацездатний вік |
| -------- | ------- | ------------------ | ---------------- | -------------------- |
| Чоловіки | 257     | 56                 | 175              | 26                   |
| Жінки    | 274     | 60                 | 152              | 62                   |
| Разом    | 531     | 116                | 327              | 88                   |